# Завещание (стихотворение)
«Завеща́ние» (укр. Заповіт, другой распространённый вариант перевода — «Завет») — программное стихотворение в форме послания-«завещания» Тараса Шевченко. Стихотворение имело и имеет большое влияние на украинскую культуру, в частности, было положено в основу музыкальных произведений ряда композиторов, активно используется в культурной жизни, переведено на более 150 языков народов мира.

## История создания и публикации
Написано 25 декабря 1845 года в Переяславе. Уже со следующего года стихотворение расходилось в рукописных копиях, в том числе сделанных заметными литераторами — Василием Белозерским, Осипом Бодянским, Михаилом Максимовичем и другими. Впервые опубликовано под названием «Думка» в сборнике «Новые стихотворения Пушкина и Шевченки» в 1859 году в Лейпциге, затем появилось в 1863 году во львовском журнале «Мета» под названием «Завещание» (укр. Завіщаніє). Название «Заповіт» впервые появилось в 1867 году при публикации первых восьми строк стихотворения в книге «Кобзарь Тараса Шевченка», изданной в 1867 году в Санкт-Петербурге (первая публикация на территории Российской империи).

## В музыке

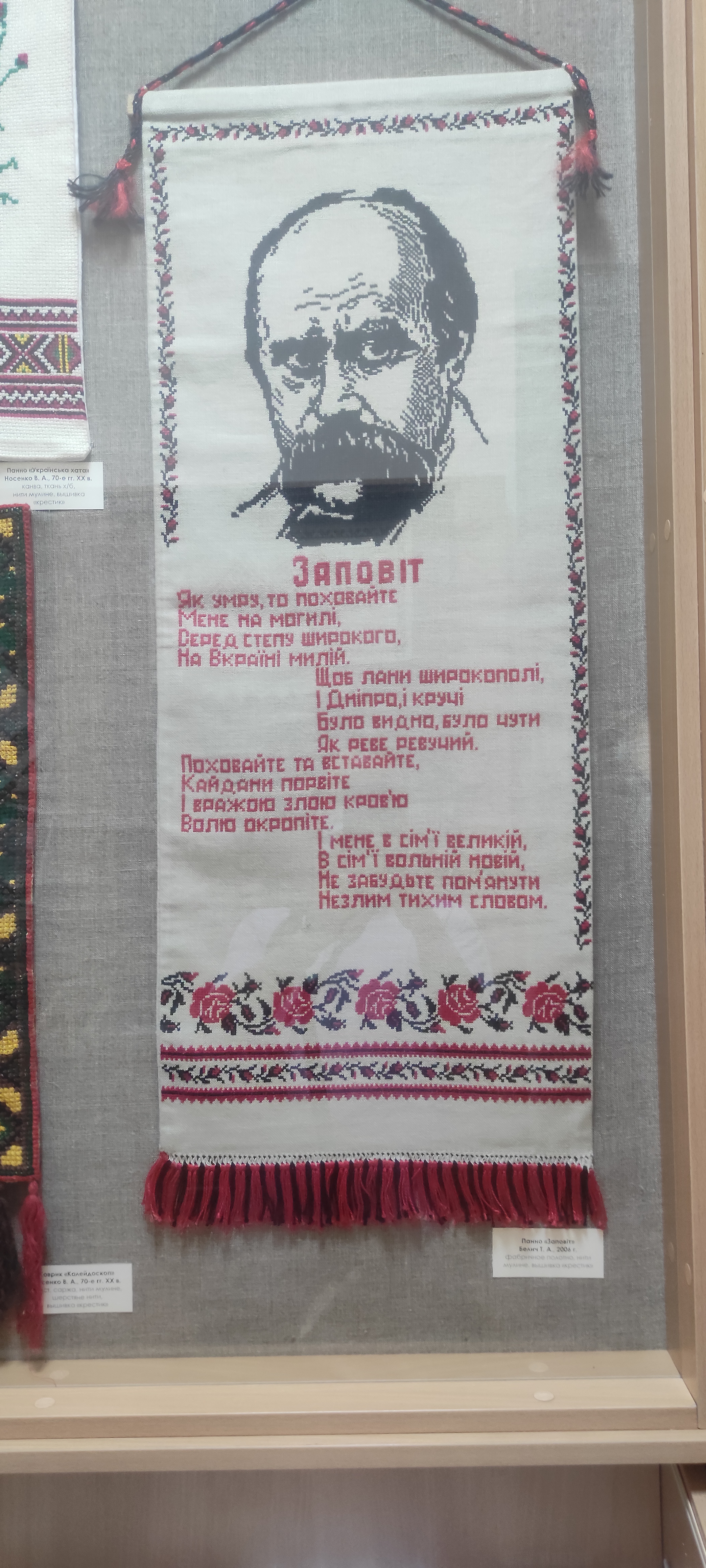
Панно в Крымском этнографическом музее

«Завет» стал основой для музыкальных произведений большого числа композиторов.
Впервые произведение положил на музыку Николай Лысенко (в 1868 году, для мужского хора, соло тенора и фортепиано, 2-я редакция — 1877 год).
Самой популярной стала близкая к украинским народно-песенных интонациям мелодия к «Завету», созданная в 1870-х годах Г. Гладким, позже отредактированная Лысенко, и изданная в Полтаве Г. Маркевичем. Мелодия долгое время считалась народной. Её хоровые обработки осуществили Яков Степовой, Кирилл Стеценко, Порфирий Демуцкий, Александр Александров, А. Спендиаров и другие.
На текст «Завета» написаны и музыкальные произведения крупных форм: кантаты Василия Барвинского (1918), Станислава Людкевича (1934, вторая редакция — 1955), Бориса Лятошинского (1939), Льва Ревуцкого (1939), симфоническая поэма Рейнгольда Глиэра (1939).
В 4 акте оперы Сергея Прокофьева «Семен Котко» есть хор на текст «Завета» с оригинальной музыкой Прокофьева.
Мелодия Гладкого к «Завету» положена в основу вокально-симфонической картины Дмитрия Кабалевского в сцене похорон Василия Боженко в киноэпопее «Щорс» Александра Довженко.
Всего существует более 60 музыкальных интерпретаций «Завета».

## Переводы произведения
«Завещание» переведено на множество языков мира, первая попытка собрать эти переводы была предпринята в 1964 году киевским издательством «Наукова думка». Среди первых переводов «Завещания» — английский перевод Этель Лилиан Войнич, вошедший в её книгу переводов из Шевченко, опубликованную в 1911 году.
Первый русский перевод «Завещания» исполнил Александр Твардовский, перевод был опубликован в газете «Красный флот», 1939, 6 марта, и журнале «Молодая гвардия», 1939, № 1, с. 115. Твардовскому удается передать вольнолюбивый пафос и поэтическое величие «Завещания», художественную мощь стиха.